# Liste der Naturdenkmale in Bissersheim
Die Liste der Naturdenkmale in Bissersheim nennt die im Gemeindegebiet von Bissersheim ausgewiesenen Naturdenkmale (Stand 4. März 2024).

## Ehemalige Naturdenkmale
| Nr.         | Bezeichnung    | Lage                           | Beschreibung                                                         | Bild                                    |
| ----------- | -------------- | ------------------------------ | -------------------------------------------------------------------- | --------------------------------------- |
| ND-7332-499 | Luitpoldlinde  | Luitpoldstraße Lage            | Tilia sp.; Baum abgegangen, Rechtsverordnung aufgehoben              | Direkt Bild zu diesem Denkmal hochladen |
| ND-7332-500 | Alter Friedhof | am westlichen Ortsausgang Lage | Aesculus hippocastanum, sieben Bäume; Rechtsverordnung aufgehoben    | Direkt Bild zu diesem Denkmal hochladen |
| ND-7332-501 | Zwei Linden    | Hauptstraße, bei Nr. 31 Lage   | Tilia sp., zwei Bäume; Bäume abgegangen, Rechtsverordnung aufgehoben | Direkt Bild zu diesem Denkmal hochladen |